# NGC 1464
NGC 1464 (другие обозначения — NGC 1471, IRAS03491-1533, PGC 13976) — галактика в созвездии Эридан.
Этот объект занесён в новый общий каталог несколько раз, с обозначениями NGC 1464, NGC 1471.
Этот объект входит в число перечисленных в оригинальной редакции «Нового общего каталога».